# Thecamoeba orbis
Thecamoeba orbis is een soort in de taxonomische indeling van de Amoebozoa. Deze micro-organismen hebben geen vaste vorm en hebben schijnvoetjes. Met deze schijnvoetjes kunnen ze voortbewegen en zich voeden. Het organisme komt uit het geslacht Thecamoeba en behoort tot de familie Thecamoebidae. Thecamoeba orbis werd in 1926 ontdekt door Schaeffer.